# 斯利比霍洛 (亞利桑那州)
斯利比霍洛（英語：Sleepy Hollow）是位於美國亞利桑那州希拉縣的一個非建制地區。該地的面積和人口皆未知。

## 地理
斯利比霍洛的座標為34°17′00″N 110°56′53″W / 34.28333°N 110.94806°W，而該地的平均海拔高度為1878米（即6161英尺）。